# Liste der Ministerien der Norfolkinsel

Wappen der Norfolkinsel

Dieses ist die Liste der Ministerien der Norfolkinsel.

## Ministerien
Stand: 2015
1. Ministry for Cultural Heritage and Community Services (deutsch Ministerium für Kulturgeschichte und Kommunaldienstleistungen)
2. Ministry for the Environment (deutsch Ministerium für Umwelt)
3. Ministry for Finance (deutsch Ministerium für Finanzen)
4. Ministry for Tourism (deutsch Ministerium für Tourismus)